# Csodás érem

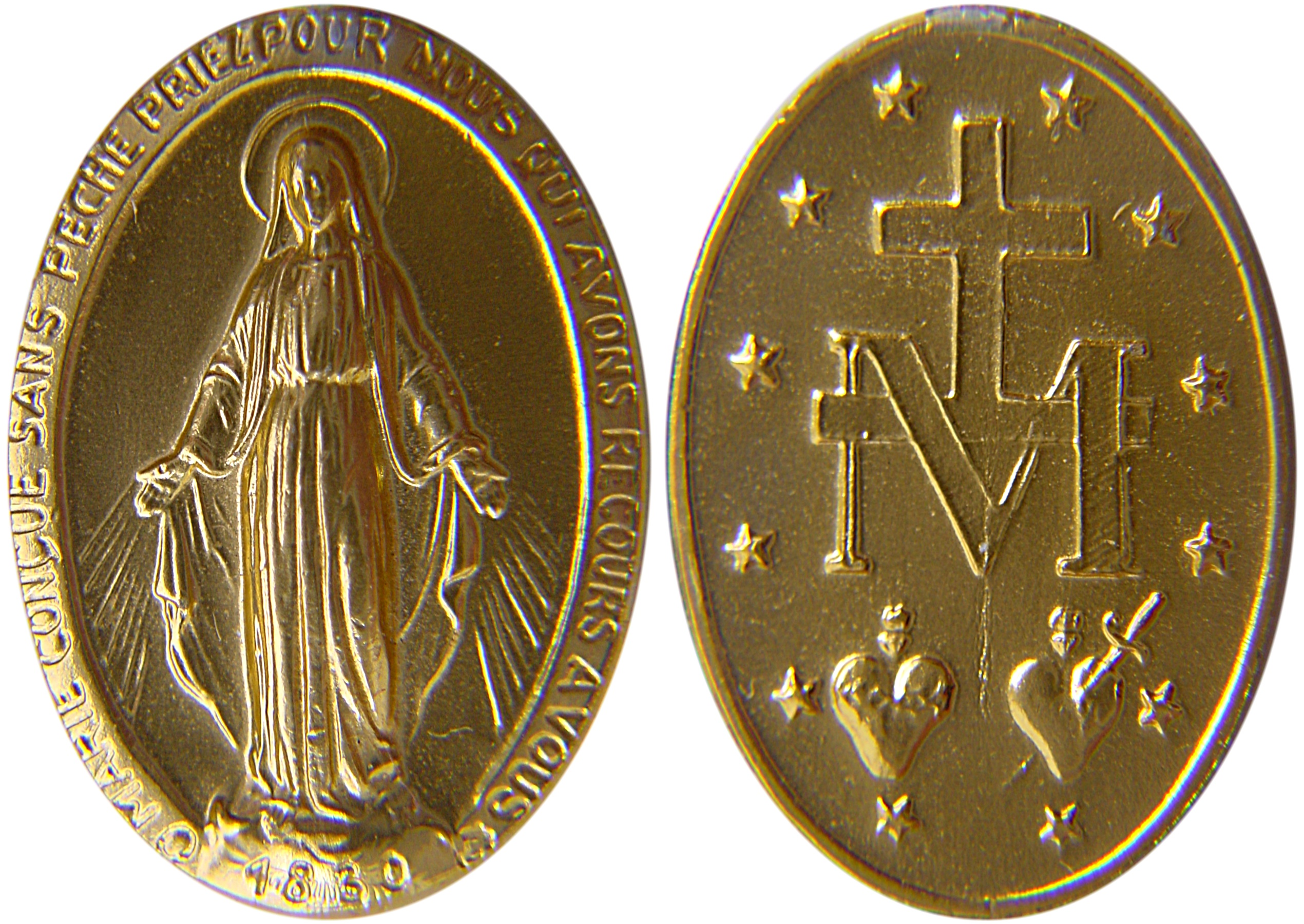
A Csodásérem
Felirata franciául: „Ô Marie, conçue sans péché, priez pour nous qui avons recours à vous”
Felirata magyarul: „Ó, bűn nélkül fogantatott Szűz Mária, könyörögj érettünk, kik hozzád menekülünk!”

A csodás érem (latinul: numisma mirabile; franciául: La médaille miraculeuse, németül: Die Wundertätige Medaille; angolul: Miraculous medal) a szeplőtelen fogantatást ábrázoló kegyérem, története egy Mária-jelenéshez kötődik (lásd: Mária-jelenések). 1830. november 27-én az irgalmas nővérek párizsi anyaházának kápolnájában Szűz Mária Labouré Katalin nővér közvetítésével jelent meg. A csodás érem előlapjának képe a Boldogságos Szűz földgömbön álló alakja. Kezéből sugarak indulnak ki, lábával egy kígyó fejét tapossa. Körirata: „Ó, bűn nélkül fogantatott Szűz Mária, könyörögj érettünk, kik hozzád menekülünk!”. A hátlapon 12 ötágú csillag közepette a kereszttel koronázott Mária-monogram, alatta Jézusnak töviskoronával körülvett, s Mária tőrrel átdöfött szíve.
„A Szent Szűz félgömbön állt. Hófehér ruhája a hajnalpír színében játszott. Kezében egy kisebb gömböt ajánlott fel Istennek: E gömb jelenti az egész világot, és minden egyes embert. A Szűzanya ujjain ékköves gyűrűk fényt sugároztak a földre: ´Ezek a kegyelmeket jelentik, melyeket azokra árasztok, akik kérik.´ Majd eltűnik a kis gömb. A Szent Szűz anyai szeretettel tárja kezét a föld felé, alakja köré ovális keret képződik a felírással: Ó, bűn nélkül fogantatott Szűz Mária, könyörögj érettünk, akik hozzád menekülünk! ´Készíttess érmeket erre a mintára. Akik bizalommal hordják, sok és nagy kegyelemben részesülnek´ - hallom a megbízást, majd megfordul a kép. Nagy M betűt látok kereszttel, alatta a két Szent Szív: Jézusé töviskoszorúval és Máriáé tőrrel átszúrva. Az egészet 12 csillag veszi körül. Amikor arra gondolok, hogy nem kell-e ide is felírás, hallom a feleletet: ´az M és a két szív eleget mond´ - ezzel a jelenés véget ért.”
Használatát és viselését a római katolikus egyház jóváhagyta, sőt a skapuláréval egy rangra emelte és búcsúkkal gazdagította, a Szűzanya megjelenésének napját emlékünneppé rendelte.

## A csodás érem története

### Labouré Katalin

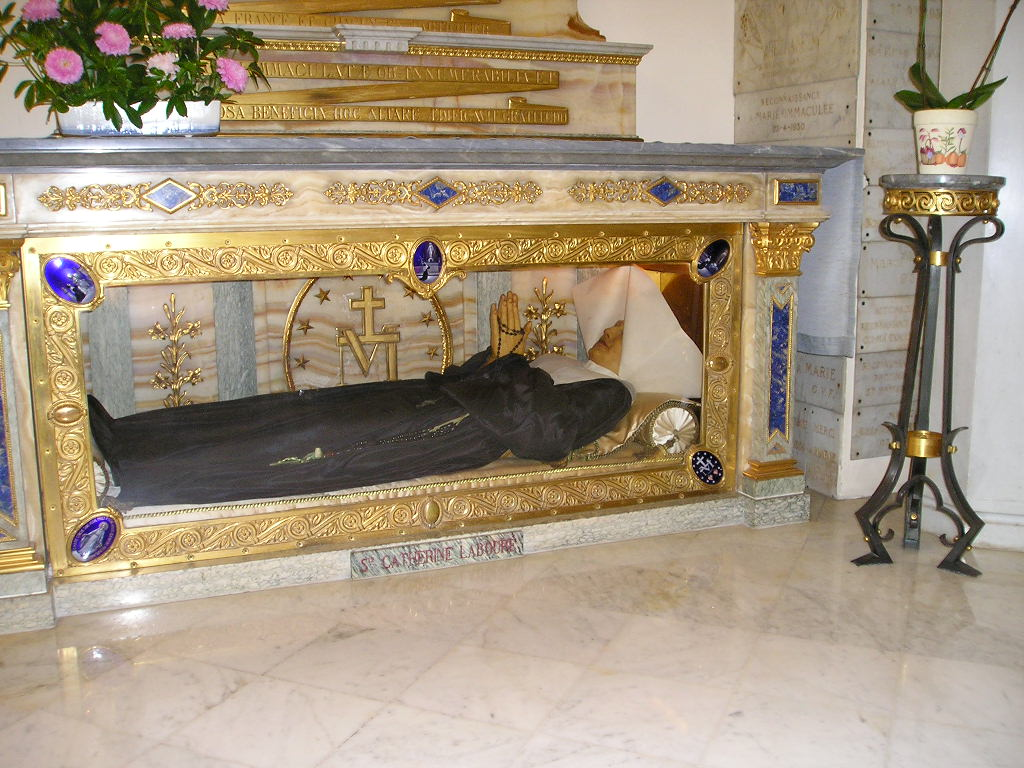
Labouré Szent Katalin 1876-ban meghalt, de teste épen maradt (Irgalmas nővérek temploma, Párizs)

Labouré Katalin 1806. május 2-án született Fain-les-Moutiers nevű faluban. Szüleinek kilencedik gyermeke volt. 1815. október 9-én meghalt édesanyja, 11 árvát hagyva maga után. A kis Katalin a Szűz Máriában talált édesanyára. Katalin 1830 elején követte nővérét, Lujzát a Szeretet Leányai Társulatba. Jelöltidejét Châtillon-sur-Seine-ben kezdte, majd április 21-től Párizsban folytatta.

### Az első jelenés
1830. július 18-án éjjel fél 12-kor egy 4-5 évesnek látszó, fehér ruhába öltözött fiúcska ébresztette fel. „Jöjj a kápolnába, a Szent Szűz vár reád!” - szólt hozzá. Gyorsan felöltözött, s a fiúcska kíséretében a kápolnába sietett, ahol Szűz Mária várta. A jelenés két órán keresztül tartott. A Szűzanya sok mindenről beszélt Katalinnak, de a csodás éremről ekkor még nem esett szó. Mária jelezte a hamarosan kitörő forradalom pusztítását, de megígérte, hogy Szent Vince társulatát meg fogja őrizni.

### A csodás érem
1830. november 27-én este fél hatkor a Szent Szűz újabb látomásban mutatta meg a nővérnek a csodás érem tervét. Mária egy félig látszó földgömbön állt, s két kezében egy kisebb gömböt tartott, majd így szólt: „Íme ez a gömb, melyet itt látsz, az egész világot jelenti… s minden embert külön-külön.” A Szűzanya ujjain gyűrűk, s azokban drágakövek voltak, amelyekből több fénysugár áradt. „Ezek a sugarak a kegyelmek jelei, melyeket Mária az emberek számára kiesdekel.” - hallja Katalin. A Szent Szűz jobb kezétől kezdődően arany felírás volt látható. A felirat átívelt Mária feje fölött, és bal kezénél végződött. Az írás így szólt:

„Ó, bűn nélkül fogantatott Szűz Mária, könyörögj érettünk, kik hozzád menekülünk!”

Mária kérte Katalint: „E minta szerint egy érmet kell veretni, és azok, akik azt megáldása után viselik, és áhítattal elmondják ezt a rövid fohászt, Isten Anyjának egészen különös oltalma alatt állnak.”

Ezt követően megfordult a kép, s a látnok az érem hátoldalát látta. Középen nagy M betű és a kereszt kombinációja rajzolódott ki, alatta a két szív. Az egyiket tövisfonat koszorúzta, a másikat tőr járta át. Az egész kompozíciót pedig 12 csillag övezte. Néhány héttel később, decemberben a jelenés és a rá vonatkozó felszólítás megismétlődött. Utolsó látomásában a Szűzanya tudtára adta Katalinnak: „Leányom, most már nem jövök többé, csak imáidban hallod szavamat.”

### A csodás érem elismerése
Katalin gyóntatója, Jean-Marie Aladel atya csak 1832-ben közölte az eseményeket Párizs érsekével, Hyacinthe Louis de Quélennel. Az érsek az érem elkészítésében jó lehetőséget látott a Szent Szűz tiszteletének terjesztésére, s ezen megfontolásból a júniusban forgalomba került érméket elsőként maga a főpásztor adta tovább híveinek. De Quélen érsek megbízásából Guillou atya 1834-ben megjelentette az első hivatalos közleményt az éremről. Aladel atya pedig még ebben az évben megírta, és százezres példányban kiadta az érem történetét, amit az emberek hamarosan megvásároltak. A kiadványt öt év alatt hét nyelvre fordították le. Párizs érseke időközben megindította a hivatalos vizsgálatot, s 1836. február 16-tól július 13-ig tizenkilenc ülés foglalkozott a jelenésekkel, a csodás éremmel, és a vele kapcsolatos csodákkal, majd a bizottság hitelesnek nyilvánította az eseményeket, és igaznak a csodás érem történetét. A vizsgálati jegyzőkönyv 5. pontja ezt írja: „Az éremmel kiesdekelt és hitelesített rendkívüli kegyelmek: gyógyulások és megtérések, … csupa igazoló érvek a tények megállapításához, hogy az úgynevezett csodás érem egyes-egyedül Istentől eredhet.” 1894-ben XIII. Leó pápa engedélyezte, hogy a vincés nővérek november 27-én ünnepet üljenek a csodás érem Asszonya tiszteletére.

### A csodás érem elterjedése
Katalin gyóntatója az éremmel kapcsolatos tömeges imameghallgatásokról, megtérésekről és csodákról ezt mondja könyvében: „Százezrek, milliók vallják, hogy soha sem fordultak a csodás érmű Nagyasszonyhoz hiába, midőn a lelkek megvilágosítása, megindítása, jóra- vagy jobbravezetése forgott szóban.” A feltűnő megtérések, csodák és a mérhetetlen kegyelem áldásai hetek alatt közismertté tették a csodás érmet, s maga a nép nevezte el az érmet csodásnak. Az érem 1836 és 1839 között Franciaországon kívül elterjedt Lengyelországban, Kínában, Oroszországban, Észak-Amerikában és Abesszíniában mintegy tízmillió példányban.

### Labouré Szent Katalin

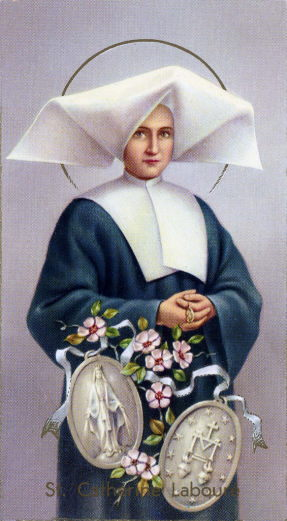
Labouré Szent Katalin

Katalin 1876. december 31-én halt meg Párizsban. Hetven évet élt. Élményeiről élete során mindössze két emberrel beszélt: gyóntatójával és rendi elöljárójával. Külön parancsra csak 1841 augusztusában írta le a vele megtörtént eseményeket. 1933-ban boldoggá, 1947. július 27-én pedig szentté avatták. Épen maradt testét üvegkoporsó őrzi a párizsi csodás érem kápolnában.

## A csodás érem felirata
A csodás érem felirata már 1830-ban „bűn nélkül fogantatottnak” nevezi a Szent Szüzet, jóllehet a szeplőtelen fogantatás dogmáját csak 24 évvel később, 1854. március 25-én hirdette ki IX. Piusz pápa. Lourdesban a 14 éves Bernadette Soubirousnak, az 1858. március 25-i jelenés alkalmával Mária már így mutatkozott be: „Én vagyok a szeplőtelen fogantatás.”

## A pápák viszonyulása a csodás éremhez
- XVI. Gergely pápa gondos utánajárást követően hitelesnek nyilvánította, majd mellkeresztjére erősítve viselte az érmet.
- IX. Piusz pápa 1847. június 20-án engedélyezte az Ifjúsági Mária Mozgalom működését.
- XIII. Leó pápa 1894-ben bevezette a Szeplőtelen Szűz Mária Csodásérmének ünnepnapját november 27-re.
- X. Piusz pápa megalapította a Csodásérem Egyesületet.
- XI. Piusz pápa gyakran buzdította a híveket a csodás érem tiszteletére.
- XII. Piusz pápa audienciái során sokszor osztogatta az érmet.
- II. János Pál pápa 1980. május 31-én elzarándokolt a párizsi Szűz Mária Csodásérme Kápolnába, ahova Maximilian Kolbe is elzarándokolt 50 évvel korábban japán missziós útja előtt.[3]